# Museo speleo paleontologico e archeologico di Genga
Il Museo speleo paleontologico e archeologico di Genga è un museo di Genga (AN), allestito nel cenobio dell'Abbazia di San Vittore (XI secolo), che conserva il fossile del noto "ittiosauro di Genga".
Il percorso espositivo è completato dal materiale paleontologico di area marchigiana in deposito presso la Soprintendenza archeologica delle Marche, e da reperti archeologici ritrovati nel territorio del comune di Genga.

## L'ittiosauro
Il reperto fossile di straordinaria importanza scientifica è stato rinvenuto il 20 luglio 1976 in località Camponocecchio, nei dintorni di San Vittore, in occasione dei lavori di costruzione di una galleria pertinente alla strada statale 76 della Val d'Esino
Si tratta di un rettile marino lungo circa 3 metri, dall'aspetto simile a un delfino, vissuto nel Giurassico superiore, circa 150 milioni di anni fa.
Il fossile, denominato "Ittiosauro di Genga", dopo l'esposizione alla Mostra dei vertebrati fossili italiani (Verona, 1980) è stato oggetto di un lungo periodo di dimenticanza.
Dopo anni in cui i resti fossili dell'ittiosauro furono abbandonati, il paleontologo Umberto Nicosia iniziò a studiarli e solo nel 2016 la specie venne ufficialmente
descritta. Negli ultimi anni la Soprintendenza dei beni archeologici delle Marche ha promosso in un primo tempo il restauro e la pulizia del fossile e in seguito la sua musealizzazione.